# Riksantikvaren
Riksantikvaren (deutsch: Reichsantiquar) ist der oberste Denkmalschützer Norwegens und zugleich die oberste Denkmalbehörde (Direktoratet for kulturminneforvaltning) zuständig für Denkmalschutz und Denkmalpflege.
Die Behörde untersteht dem Umweltministerium (Klima- og miljødepartementet). Sie führt die Fachaufsicht über Kommunen, Fylkeskommunen, das Sameting, den Sysselmann in Spitzbergen und die staatlichen Museen.
Die Behörde wurde 1912 gegründet und hat ihren Sitz in der Dronningens gate 13 in Oslo. Zum 31. Dezember 2017 wurden 153 Mitarbeiter beschäftigt.

## Liste der Reichsantiquare
- 1912–1913: Herman Major Schirmer
- 1913–1946: Harry Fett
- 1946–1958: Arne Nygård-Nilssen
- 1958–1977: Roar Hauglid
- 1978–1991: Stephan Tschudi-Madsen
- 1991–1997: Øivind Lunde
- 1997–2009: Nils Marstein (kommissarisch ab 13. September 1995)
- 2009: Sjur Helseth (kommissarisch, 20. August bis 22. Oktober)
- 2009–2018: Jørn Holme
- seit 2018: Hanna Kosonen Geiran